# NGC 7819
NGC 7819 (другие обозначения — PGC 303, UGC 26, IRAS00018+3111, MCG 5-1-29, KUG 0001+311, ZWG 498.72, NPM1G +31.0003, ZWG 499.4) — спиральная галактика с перемычкой (SBb) в созвездии Пегас.
Этот объект входит в число перечисленных в оригинальной редакции «Нового общего каталога».